# خانه نخعی
خانه نخعی مربوط به اواخر دوره قاجار است و در شهرستان بیرجند، روستای علی‌آباد واقع شده و این اثر در تاریخ ۲۵ اسفند ۱۳۷۹ با شمارهٔ ثبت ۳۴۸۷ به‌عنوان یکی از آثار ملی ایران به ثبت رسیده است.